# Newville (Alabama)
Newville város az USA Alabama államában, Henry megyében. Lakosainak száma 544 fő (2020. április 1.).

## Népesség
A település népességének változása:
| Lakosok száma | 522  | 553  | 539  | 544  |
|               | 1910 | 2000 | 2010 | 2020 |